# CIMA
Il CIMA è un Festival Internazionale di Musica Classica fondato nel 2002 dal baritono Jorge Chaminé nel comune di Monte Argentario. Questo Festival, considerato uno dei più prestigiosi d'Europa, ha come scopo quello di promuovere giovani musicisti di talento, provenienti dai quattro angoli del pianeta. 
L'edizione 2007 del Festival è stata dedicata ai legami fra la musica spagnola ed italiana, in occasione delle commemorazioni dei 450 anni trascorsi dalla creazione dello Stato dei Presidii e dei 250 anni dalla morte di Domenico Scarlatti. Nel 2008 "I viaggiatori musicali", nel 2009 "Se vuol ballare", nel 2010 "I Fili della Memoria" dedicato ai legami col Caravaggio, la IX edizione ha avuto come tema "Lo Specchio dei desideri", nella X edizione il Festival è stato dedicato alla Pace e il promontorio di Monte Argentario è diventato il Promontorio per la Pace. L'anno scorso un bellissimo omaggio per gli ottant'anni dalla famosa mezzo soprano Teresa Berganza e quest'anno il tema è "Dialoghi musicali" e si svolgerà dal 23 al 31 luglio. 2014.

## Fra i "Laureati di CIMA"
- Soprani: Omo Bello (Nigeria); Marianne Chandelier (Francia) ; Helen Kearns (Irlanda); Léa Sarfati (Israele)
- Mezzosoprano: Izabella Wnorowska (Polonia)
- Tenore: Marco Jordão (Brasile)
- Baritoni: Jamie Rock (Irlanda); Michel Welsch (Francia)
- Violoncellisti: Giorgi Kharadze (Georgia); Eric Maria Couturier (Vietnam)
- Pianisti: Arnaud Arbet (Francia); Geoffroy Couteau (Francia); Shani Diluka (Sri Lanka); Alexander Drozdov (Russia); François Dumont (Francia); Raffaele Moretti (Italia); Wonny Song (Canada/Corea del Sud)